# PAWS
PAWS is een artistiek kunstwerk van Aisha Madu in Uilenstede, Amstelveen.
Het kunstwerk bestaat uit twee sculpturale kattenpootjes, geplaatst voor horecagelegenheid Upper East. Het kunstwerk is gebaseerd op de verhalen van meer dan 75 bewoners en ondernemers over de studentencampus. Madu vertaalde het "warme en veilige gevoel van campus Uilenstede" naar een kunstwerk waarop je kunt zitten.

## Aisha Madu
Aisha Madu (1992) is een Nederlands-Nigeriaanse videoregisseur die werkt met animatie. Ze is gefascineerd door de lastige situaties van ons dagelijks leven en bespreekt deze met humor en absurdisme.

## De Stad als Canvas
PAWS is onderdeel van het project De Stad als Canvas, een initiatief van de gemeente Amstelveen. In opdracht van de gemeente Amstelveen werden twee kunstwerken ontwikkeld voor Uilenstede om een esthetische en maatschappelijke impact te maken op de openbare ruimte. Kunstenaars Aisha Madu en Gijs Frieling kregen hiervoor opdracht.
Bij de selectie en totstandkoming van de kunstwerken hadden bewoners een prominente rol. De kunstenaars werden door een commissie van buurtbewoners, ondernemers en andere belanghebbenden geselecteerd. De twee geselecteerde kunstenaars werkten met verhalen van bewoners en ondernemers op de campus. Zij deelden ervaringen, herinneringen, anekdotes, bijzondere plekken.

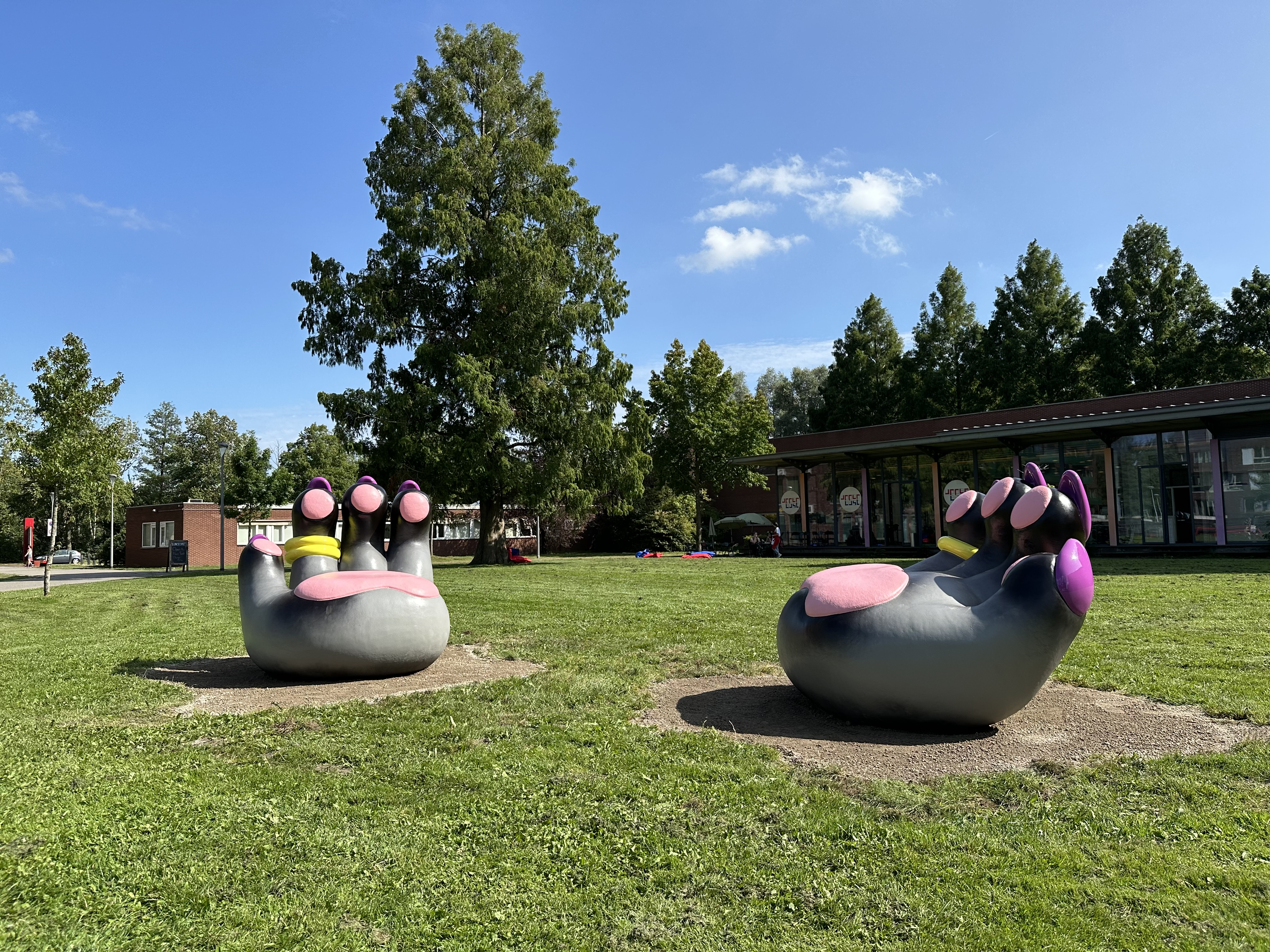
PAWS, Aisha Madu, 2023